# Calamonaci

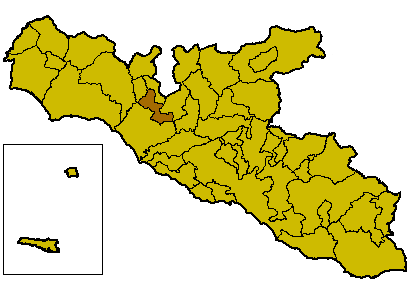
Localització de Calamonaci

Calamonaci (sicilià Calamònaci) és un municipi italià, dins de la província d'Agrigent. L'any 2008 tenia 1.415 habitants. Limita amb els municipis de Bivona, Caltabellotta, Lucca Sicula, Ribera i Villafranca Sicula.

## Administració
| Període | Identitat     | Partit        |
| ------- | ------------- | ------------- |
| 2007-   | Vincenzo Inga | Llista cívica |